# ユタ州の郡一覧
ユタ州の郡一覧は、アメリカ合衆国ユタ州内の郡の一覧である。ユタ州内には29個の郡がある。下はアルファベット順である。

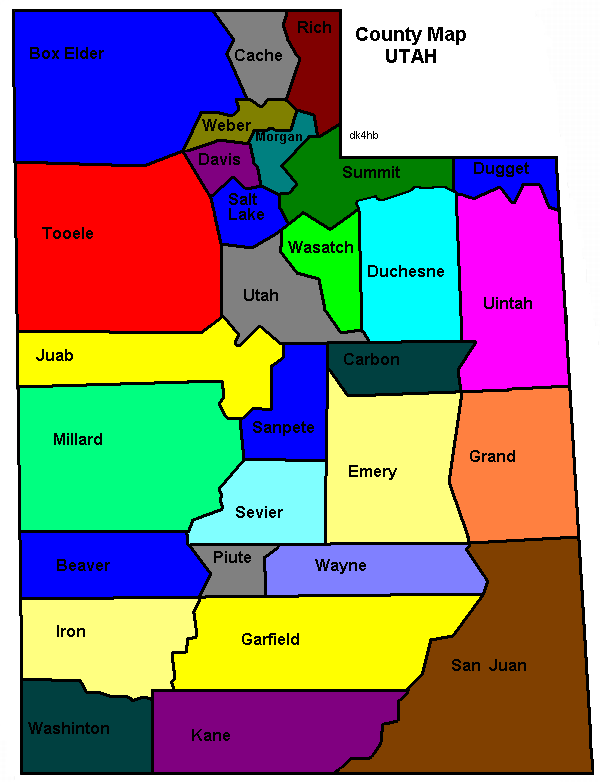
ユタ州の郡位置図

## 歴史
1849年に暫定的なデザレット州ができたときは、デービス郡、アイアン郡、サンピート郡、ソルトレイク郡、トゥーイル郡、ユタ郡、ウィーバー郡の7郡が設立された。1851年にユタ準州が作られ、最初の準州議会は1851年から1852年に掛けて開催された。この最初の会期で、準州法の下でデザレット州にあった7郡を再設定し、さらにジューアブ郡、ミラード郡、ワシントン郡の3郡が設立された。その他の州については、ダゲット郡とドゥーシェイン郡を除く全ての郡が1854年から1894年の間に、準州法に基づき準州議会で設立された。最後になったこの2つの郡はユタが州になった後に、住民投票および知事の宣言によって創設された。現在のドゥーシェイン郡には1861年に創設されたインディアン居留地を含んでいる。この居留地は1905年にホームステッド法によって土地を求める人々に解放され、ドゥーシェイン郡は1913年に設立された。現在のダゲット郡の住人は悪路や悪天候の中を、ユインタ郡の郡庁所在地であるバーナルまで400ないし800マイル (640 - 1,280 km) も行かなければならなかった。1917年、ユインタ郡全住人が投票でダゲット郡の創設を決めた。

## 人口と面積
2020年国勢調査に拠れば、ユタ州の人口は3,271,616人である。そのおよそ3/4がソルトレイク、ユタ、デービスおよびウィーバーのワサッチフロントと呼ばれる4郡に集中している。ソルトレイク郡の人口は1,185,238人と州内最大であり、続いてユタ郡の659,399人、デービス郡の362,679人、ウィーバー郡の262,223人となっている。ダゲット郡が最も少なく、935人である。面積ではサンフアン郡が7,821平方マイル (20,256km2) と最も大きく、デーヴィス郡が304平方マイル (787km2) と最も小さい。

## ユタ州の郡一覧
| ユタ州の郡の一覧             | ユタ州の郡の一覧   | ユタ州の郡の一覧 | ユタ州の郡の一覧 | ユタ州の郡の一覧 | ユタ州の郡の一覧 |
| 郡名                         | 郡庁所在地         | 設立年           | 人口 （2020年）  | 面積 (km2)       | 地図             |
| ---------------------------- | ------------------ | ---------------- | ---------------- | ---------------- | ---------------- |
| ビーバー郡 Beaver            | ビーバー           | 1856             | 7,072            | 6,708            |                  |
| ボックスエルダー郡 Box Elder | ブリガムシティ     | 1856             | 57,666           | 14,825           |                  |
| キャッシュ郡 Cache           | ローガン           | 1857             | 133,154          | 3,017            |                  |
| カーボン郡 Carbon            | プライス           | 1894             | 20,412           | 3,831            |                  |
| ダゲット郡 Daggett           | マニラ             | 1919             | 935              | 1,808            |                  |
| デービス郡 Davis             | ファーミントン     | 1850             | 362,679          | 787              |                  |
| ドゥーシェイン郡 Duchesne    | ドゥーシェイン     | 1913             | 19,596           | 8,386            |                  |
| エメリー郡 Emery             | キャッスルデール   | 1880             | 9,825            | 11,531           |                  |
| ガーフィールド郡 Garfield    | パングウィッチ     | 1882             | 5,083            | 13,401           |                  |
| グランド郡 Grand             | モアブ             | 1890             | 9,669            | 3,682            |                  |
| アイアン郡 Iron              | パロワン           | 1850             | 57,289           | 8,542            |                  |
| ジューアブ郡 Juab            | ニーファイ         | 1852             | 11,786           | 8,785            |                  |
| ケーン郡 Kane                | カナーブ           | 1864             | 7,667            | 10,339           |                  |
| ミラード郡 Millard           | フィルモア         | 1851             | 12,975           | 17,068           |                  |
| モーガン郡 Morgan            | モーガン           | 1862             | 12,295           | 1,557            |                  |
| パイユート郡 Piute           | ジャンクション     | 1865             | 1,438            | 1,963            |                  |
| リッチ郡 Rich                | ランドルフ         | 1864             | 2,510            | 2,665            |                  |
| ソルトレイク郡 Salt Lake     | ソルトレイクシティ | 1849             | 1,185,238        | 1,909            |                  |
| サンフアン郡 San Juan        | モンティセロ       | 1880             | 14,518           | 20,256           |                  |
| サンピート郡 Sanpete         | マンタイ           | 1849             | 28,437           | 4,113            |                  |
| セビア郡 Sevier              | リッチフィールド   | 1862             | 21,522           | 4,947            |                  |
| サミット郡 Summit            | コールビル         | 1854             | 42,357           | 4,846            |                  |
| トゥーイル郡 Tooele          | トゥーイル         | 1849             | 72,698           | 17,990           |                  |
| ユインタ郡 Uintah            | バーナル           | 1880             | 35,620           | 11,595           |                  |
| ユタ郡 Utah                  | プロボ             | 1849             | 659,399          | 5,175            |                  |
| ワサッチ郡 Wasatch           | ヒーバーシティ     | 1862             | 34,788           | 3,059            |                  |
| ワシントン郡 Washington      | セントジョージ     | 1852             | 180,279          | 6,286            |                  |
| ウェイン郡 Wayne             | ロア               | 1892             | 2,486            | 7,195            |                  |
| ウィーバー郡 Weber           | オグデン           | 1849             | 262,223          | 1,492            |                  |
| 合計: 29                     | 合計: 29           |                  | 3,271,616        | 219,887          |                  |

## 廃止された郡
ユタ準州にあった郡のうち10郡は他の州またはユタ州の郡に吸収されて廃止された。
| 郡名               | 設立年 | 廃止年 | 現在の州または郡 |
| ------------------ | ------ | ------ | --- |
| カーソン郡         | 1854   | 1861   | ネバダ州 |
| シーダー郡         | 1856   | 1862   | ユタ郡 |
| ディザート郡       | 1852   | 1862   | ボックスエルダー郡、トゥーイル郡およびネバダ州 |
| グリースウッド郡   | 1856   | 1862   | ボックスエルダー郡 |
| グリーンリバー郡   | 1852   | 1872   | キャッシュ郡、ウィーバー郡、モーガン郡、 デービス郡、ワサッチ郡、サミット郡、 ドゥーシェイン郡、カーボン郡、ユタ郡、 およびワイオミング州とコロラド州 |
| ハンボルト郡       | 1856   | 1861   | ネバダ州 |
| マラド郡           | 1856   | 1862   | ボックスエルダー郡 |
| リオバージン郡     | 1869   | 1872   | ワシントン郡およびネバダ州とアリゾナ州 |
| セントメアリーズ郡 | 1856   | 1861   | ネバダ州 |
| シャンビップ郡     | 1856   | 1862   | トゥーイル郡 |